# Estudos europeus
Estudos europeus é um campo de estudo que tem como principal foco o continente europeu. A sua metodologia integra várias formas de análise derivadas de diferentes campos académicos como a história, a geografia, a sociologia, o direito, a economia, a ciência política e estudos culturais. O objetivo desta ciência passa pelo descobrimento e análise das instituições, culturas e sociedades europeias.

## Relevância académica
Ao longo do acentuar da integração europeia, várias questões, primariamente de índole económica e posteriormente nos mais variados campos científicos, requeriam uma abordagem com visão europeia e pluridisciplinar. A necessidade de estudos de questões a nível transnacional, na generalidade ignorados antes desta integração, aumentou ao ponto de Estudos Europeus se tornar numa disciplina académica de pleno direito.
Hoje, várias universidades europeias como a Universidade Jaguelônica na Polónia, a Universidade de Colúmbia Britânica no Canada, a Universidade de Maastricht nos Países Baixos, a Universidade Montesquieu na França, a Universidade de Aarhus na Dinamarca, e a Universidade de Essex no Reino Unido oferecem formação neste campo.
Em Portugal, a Universidade Lusófona, a Universidade de Lisboa, a Universidade de Coimbra e a Universidade Aberta, oferecem licenciaturas neste campo.

## Metodologias
As metodologias usadas em Estudos Europeus são diversificadas, visto que cada tópico específico em análise tem os seus próprios contornos. De facto, a constante na metodologia é a abordagem pluridisciplinar - porque permite compreender a totalidade dos contornos das situações em causa.
Aqui se faz uma lista das disciplinas académicas às quais a investigação em Estudos Europeus recorre no decorrer do seu labor académico:
- Antropologia
- Ciência Política
- Direito
- Economia
- Estudos Culturais
- Estudos Artísticos
- Geografia
- História
- Relações Internacionais
- Sociologia

## Importância da integração europeia
Desde a criação do Benelux em 1944 e da CECA em 1951 que a Europa tem assistido a sucessivas políticas de integração econômica. As Quatro Liberdades, de circulação de bens, serviços, capital e pessoas, permitiram a criação de um mercado comum europeu que teve importantes repercussões nas sociedades das nações europeias. Hoje, existem dúvidas se deve haver mais ou menos integração europeia. É competência dos Estudos Europeus analisar esta integração de forma a se compreender as suas nuances.

## Particularidades da cultura europeia
As culturas da Europa são algumas das mais influentes e belas do mundo. A disciplina de Estudos Europeus tem como objectivo a análise destas culturas e em especial a observação de como os meios artísticos e sociais dos povos europeus se influenciaram mutuamente, de certa forma harmonizando as culturas. Vários exemplos deste fenómeno podem ser encontrados.
Há que ter em conta o contributo do legado greco-romano para a maioria das civilizações europeias e a convivência milenar entre os povos europeus.

### Música
A música europeia é mundialmente conhecida. A sua importância cresceu desde os tempos da música barroca e as grandes obras de Bach e Vivaldi. Tanto no período clássico, com Mozart e Haydn como principais nomes, e no período romantista com Beethoven e Jean Sibelius, a música europeia tornou-se uma mostra de diferentes identidades harmonizadas no mesmo género de música que mais tarde seria identificado como erudita. Estilos como a ópera e o poema sinfónico ficaram conhecidos como europeus, devido à sua popularidade que extravasa fronteiras.
Mais tarde, mesmo com a influência esmagadora da música norte-americana, a Europa conseguiu produzir grandes nomes nesse campo como os Beatles e os Abba.

### Literatura
Existem vários grandes nomes da literatura europeia que são difundidos livremente em toda a Europa, apesar da sua nacionalidade. Tendo em conta a sua popularidade e importância cultural, o estudo de nomes como William Shakespeare, Johann Wolfgang von Goethe, Miguel de Cervantes, Victor Hugo e Fernando Pessoa ultrapassam as fronteiras do seu próprio país. Há também que ter em conta as formas literárias tipicamente europeias como o soneto e a prosa poética.